# Jackass 3D
A Jackass 3D (vagy Jackass 3) 2010-es amerikai 3D-s filmvígjáték, a Jackass-franchise harmadik része. Rendezője Jeff Tremaine, producerei pedig Johnny Knoxville és Spike Jonze. A főszerepben Knoxville, Bam Margera, Ryan Dunn, Steve-O, Jason "Wee Man" Acuña, Preston Lacy, Ehren McGhehey, Dave England és Chris Pontius láthatóak. Ez volt az utolsó olyan Jackass film, amelyben Dunn (2011-ben elhunyt) és Margera, illetve Rip Taylor vendégszerepelt (2019-ben elhunyt).
Az Amerikai Egyesült Államokban 2010. október 15-én mutatta be a Paramount Pictures, amellyel a 2000-ben indult franchise 10. évfordulóját ünnepelte. A Jackass 3D 171,7 millió dollárt keresett 20 millió dolláros költségvetésből. A Jackass 3D DVD és Blu-ray kiadása 2011. március 8-án jelent meg, három különböző változatban. A Jackass 3.5 című különálló film 2011. június 14-én jelent meg. A negyedik film Jackass Forever címmel a tervek szerint 2022. február 4-én kerül a mozikba.

## Szereplők
Az eddigi filmek összes szereplője visszatért, kivéve Brandon DiCamillo és Raab Himself.
| Szerep | Színész          | Magyar hang    |
| ------ | ---------------- | -------------- |
| Önmaga | Johnny Knoxville | Dolmány Attila |
| Önmaga | Bam Margera      | Hevér Gábor    |
| Önmaga | Ryan Dunn        | Varga Rókus    |
| Önmaga | Steve-O          | Kossuth Gábor  |
| Önmaga | Jason Acuña      | Elek Ferenc    |
| Önmaga | Preston Lacy     | Szokol Péter   |
| Önmaga | Chris Pontius    | Tóth Roland    |
| Önmaga | Ehren McGhehey   | Magyar Bálint  |
| Önmaga | Dave England     | Varga Gábor    |
| Önmaga | April Margera    | Csere Ágnes    |
| Önmaga | Phil Margera     |                |

Vendégszereplők:
- The Dudesons
- Loomis Fall
- Brandon Novak
- April Margera és Phil Margera
- Jess Margera
- Rake Yohn
- Terra Jolé
- Mike Judge (mint Beavis és Butt-head hangja)
- Will Oldham
- Rip Taylor
- Half Pint Brawlers (Stevie Lee pankrátor, aki 2020. szeptember 12-én elhunyt.[6][7])
- "Will the Farter"
- Manny Puig, David Weathers és Jason Deeringer állatszakértők
- Erik Ainge, Jared Allen és Josh Brown amerikaifutballisták
- Mat Hoffman, Tony Hawk, Kerry Getz, Eric Koston és Parks Bonifay
- Seann William Scott, Edward Barbanell, Jack Polick, John Taylor, Angie Simms és Dana Michael Woods színészek
- A Nitro Circusből Andy Bell, Erik Roner és Tommy "Streetbike Tommy" Passemante
- A Weezerből Rivers Cuomo, Brian Bell és Scott Shriner.

További szereplők: Jeff Tremaine, Spike Jonze, Rick Kosick, Lance Bangs, Dimitry Elyashkevich, Sean Cliver, Greg Iguchi, Trip Taylor, Seth Meisterman. Knoxville lánya, Madison és fia, Rocko is megjelennek a stáblistán.

## Fogadtatás
A Rotten Tomatoes oldalán 65%-ot ért el a film, 110 kritika alapján, és 5.9 pontot ért el a tízből. A Metacritic honlapján 56%-ot ért el a százból, 23 kritika alapján. A CinemaScore oldalán szintén átlagos minősítést ért el.
Az Entertainment Weekly kritikusa, Owen Gleiberman átlagos minősítést adott a filmre; kritikája szerint a közönség azt szeretné látni, hogy Knoxville és a többiek felülmúlják magukat, és végső soron sikerül nekik. A 3D-t úgy írta le, mint a "szokásos nagy semmi". A The Washington Post kritikusa, Dan Kois 3/4 csillaggal értékelte. A Chicago Tribune kritikusa, Michael Phillips kritizálta az "iszonyatosan erőszakos slapstick humort", de végül elfogadta, hogy ez a lényeg. Az Orlando Sentinel kritikusa, Roger Moore szerint a "mutatványosok nem jobbak, hanem öregek lesznek", és hozzátette, hogy a mutatványok, amik tíz éve még aranyosak voltak, ma már erőltetettnek tűnnek.